# Piptocarpha quadrangularis
Piptocarpha quadrangularis là một loài thực vật có hoa trong họ Cúc. Loài này được (Vell.) Baker miêu tả khoa học đầu tiên năm 1873.